# Kosamphi Nakhon (huyện)
Kosamphi Nakhon (tiếng Thái: โกสัมพีนคร) là một huyện (‘‘amphoe’’) ở tây bắc thuộc tỉnh Kamphaeng Phet, phía bắc Thái Lan.

## Lịch sử
Trong thời kỳ vương quốc Sukhothai, Mueang Kosamphi đã là một thành phố vệ tinh của thành phố biên giới Mueang Chakangrao (Kamphaeng Phet), ngang cấp với Mueang Nakhon Chum, Trai Trueng, Phan và Phangkha. Bằng chứng khảo cổ của thành phố cổ được tìm thấy ở Ban Khlong Mueang, Tambon Kosamphi.
Tiểu huyện được tách từ huyện Mueang Kamphaeng Phet và được lập ngày 15 tháng 7 năm 1996.
Theo một quyết định của chính phủ Thái Lan ngày 15 tháng 5 năm 2007, tất cả 81 tiểu huyện đều được nâng lên thành huyện. Với việc xuất bản trên Công báo hoàng gia ngày 24 tháng 8, việc nâng cấp này thành chính thức
.

## Địa lý
Các huyện lân cận (từ phía đông bắc theo chiều kim đồng hồ): Phran Kratai, Mueang Kamphaeng Phet của tỉnh Kamphaeng Phet, Wang Chao và Mueang Tak thuộc tỉnh Tak.
Nguồn nước chính của huyện là sông Ping và sông Wang Chao.

## Hành chính
Huyện này được chia thành 3 phó huyện (tambon), các đơn vị này lại được chia thành 43 làng (muban). Không có khu vực đô thị (thesaban, 3 tổ chức hành chính tambon (TAO).
| Số TT | Tên            | Tên tiếng Thái | Số làng | Dân số |  |
| ----- | -------------- | -------------- | ------- | ------ |  |
| 1.    | Kosamphi       | โกสัมพี          | 25      | 17.627 |  |
| 2.    | Phet Chomphu   | เพชรชมภู        | 9       | 5.437  |  |
| 3.    | Lan Dokmai Tok | ลานดอกไม้ตก     | 9       | 5.283  |  |